# Silkeborg IF
Silkeborg IF este un club danez de fotbal din Silkeborg. Clubul a fost înființat în 1917 . În prezent echipa joacă în Superliga Daneză.

## Performanțe
- Superliga Daneză: (1)

1994
- Cupa Danemarcei: (1)

2001
- Cupa UEFA Intertoto: (1)

1996
- 19 sezoane în  Prima Ligă a Danemarcei
- 14 sezoane în  A Doua Ligă a Danemarcei
- 5 sezoane în  A Treia Ligă a Danemarcei